# 周曲家站
周曲家站是一个淮南线上的铁路车站，位于安徽省芜湖市鸠江区，建于1935年，目前为上海局集团合肥车务段裕溪口站下辖的一个行车岗点，邮政编码为238312。车站目前不办理客运业务，仅办理专用线、专用铁路货运作业。车站设有两条专用线，一条通往益海嘉里（安徽）粮油工业有限公司，主要到发品为饮食、农副类；另一条通往上海工务大修段芜湖北焊轨基地（由原芜湖北站改造）。